# Atelopus pachydermus
Atelopus pachydermus es una especie de anfibios de la familia Bufonidae.
Habita en Ecuador y posiblemente en Colombia.
Su hábitat natural incluye zonas de arbustos a gran altitud, praderas tropicales o subtropicales a gran altitud, y ríos.